# Clidemia caudata
Clidemia caudata é uma espécie vegetal da família Melastomataceae.
É endémica do Equador.
Os seus habitats naturais são: florestas subtropicais ou tropicais húmidas de baixa altitude e matagal tropical ou subtropical de alta altitude.